# Trident Studios

Логотип студии

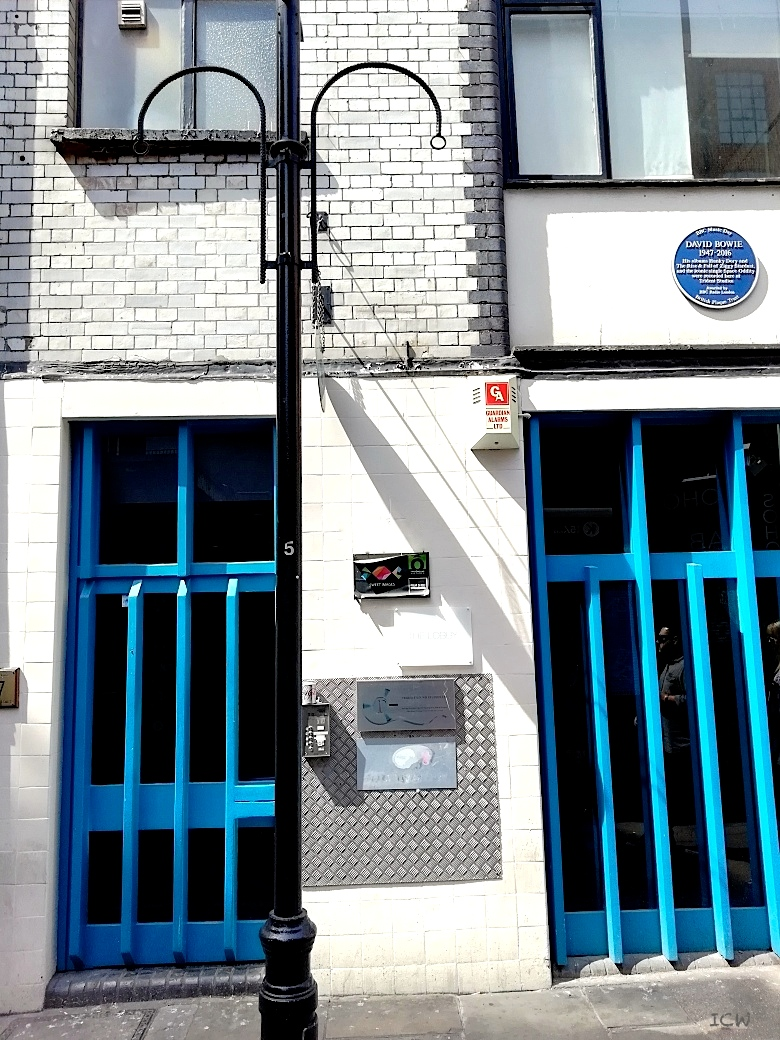
Бывшее здание Trident Studios на улице Сент-Эннс-корт в Сохо, с синей табличкой Дэвида Боуи (2018)

Trident Studios — студия звукозаписи располагавшаяся в лондонском районе Сохо, в период с 1968 по 1981 годы. Идея создания студии и её проект принадлежит Норману Шеффилду, барабанщику группы The Hunters, и его брату Барри. Братья исповедовали непринуждённый подход к работе, при этом демонстрируя высокое мастерство звукоинжиниринга.
Первым хитом, записанным на студии, была песня «My Name Is Jack» группы Manfred Mann (март 1968 года), сделавшая Trident известной. В том же году The Beatles записали там песню «Hey Jude» и часть своего одноименного двойного альбома (также известного как «Белый альбом»). Среди других известных работ, записанных в Trident, фигурирует песня Элтона Джона «Candle in the Wind», альбом Дэвида Боуи The Rise and Fall of Ziggy Stardust and the Spiders from Mars, а также пластинки группы Queen Queen, Queen II и Sheer Heart Attack.
Помимо этого, Trident выбирали для записи следующие исполнители: Bee Gees, Карли Саймон, Крис де Бург, Фрэнк Заппа, Genesis, Brand X, Джеймс Тейлор, Джоан Арматрейдинг, Джо Кокер, Гарри Нилсон, KISS, Tygers of Pan Tang, Лу Рид, Питер Гэбриел, Марк Алмонд, Marc and the Mambas, Soft Cell, The Rolling Stones, Thin Lizzy, Тина Тёрнер, T. Rex, Van der Graaf Generator, Yes и Джон Энтвистл. Одним из ключевых факторов популярности студии среди известных артистов стали передовые стандарты звукозаписывающего оборудования.

## The Beatles и Apple Records
В середине 1968 года Trident Studios стала первой студией в Великобритании, которая была оборудована шумопонижение Dolby и использовала восьмидорожечную катушечную деку для записи.
Из-за того, что на студии Abbey Road Studios все еще использовался четырехдорожечный рекордер, восьмидорожечное устройство фирмы Ampex, подтолкнуло The Beatles к выбору Trident для записи их песни «Hey Jude». Впоследствии Пол Маккартни так прокомментировал эту сессию: «Словами не описать удовольствие от прослушивания финального микса „Hey Jude“ на четырех гигантских динамиках Tannoy, которые затмевали все остальное в комнате…». Группа также записала в Trident несколько песен для своего одноимённого альбома 1968 года (также известного как «Белый альбом») — «Dear Prudence», «Honey Pie», «Savoy Truffle» и «Martha My Dear» — а в феврале 1969 года они записали там первый вариант композиции «I Want You (She’s So Heavy)» для пластинки Abbey Road. Позднее Джон Леннон и Йоко Оно вновь вернулись туда с Plastic Ono Band, чтобы записать «Cold Turkey» при участии гитариста Эрика Клэптона.
Многие из подопечных принадлежавшего The Beatles лейбла Apple Records пользовались услугами Trident Studios, включая Badfinger, Билли Престона, Мэри Хопкин, Джеки Ломакс и Джеймса Тейлора. Там же была записана часть тройного альбома Джорджа Харрисона All Things Must Pass и песня Ринго Старра «It Don’t Come Easy». Гарри Нилсон записал в Trident «Without You», а также фрагменты нескольких своих альбомов выпущенных в 1970-х.

## Queen
История Trident Studios тесно связана с открытием и популярностью рок-группы Queen. В 1972 году братья Шефилд основали две звукозаписывающие компании, одна из которых (Neptune Productions) подписала контракт с тремя исполнителями — Марком Эштоном, Юджином Уоллесом и группой Queen. Соглашения с артистами были заключены на запись и последующее издание их материала, однако у Queen в то время не было менеджера, поэтому они попросили, чтобы в Trident также взял взяли на себя эту функцию. Поначалу Шефилды не проявляли энтузиазма, но в итоге согласились, и 1 ноября 1972 года Queen подписали контракт с Trident Recording, Publishing and Management.
Согласно контракту группа получила полный доступ к самому современному оборудованию студии, в свою очередь менеджмент предоставлял им лучших продюсеров и звукоинженеров — при условии, что основная часть первой пластинки группы будет записываться когда студия будет пустовать. Впоследствии барабанщик Роджер Тейлор охарактеризовал эти первые «внепиковые» студийные сессии как «золотую жилу».
После того, как альбом был завершен, братья Шеффилд начали искать компанию звукозаписи готовую выпустит материал. В конце концов, по прошествии восьми месяцев они решили взять риск на себя и финансировать релиз самостоятельно. Одноименный альбом Queen был издан на лейбле Trident в рамках лицензионного соглашения с EMI Records в Великобритании и Elektra Records в США. Впоследствии Шеффилды выпустил Queen II, Sheer Heart Attack и A Night at the Opera по той же схеме. После того как группа покинула Trident, они подписали контракт с EMI и Elektra — напрямую.
Trident Studios была показана в биографическом фильме о группе Queen «Богемская рапсодия» (2018), во время записи музыкантами песни «Seven Seas of Rhye».

## Дэвид Боуи, Элтон Джон и другие
В марте 1968 года, после того как в Trident был записан сингл «My Name Is Jack» группы Manfred Mann, студия стала известна в музыкальных кругах. С 1968 по 1981 год известные британские артисты использовали Trident для работы над своими песнями, в частности: Дэвид Боуи, Элтон Джон, Марк Болан/T. Rex, Карли Саймон, Фрэнк Заппа, The Rolling Stones, Free, Genesis, Лу Рид, Джоан Арматрейдинг, Black Sabbath, Lindisfarne, Дасти Спрингфилд, Mahavishnu Orchestra, Крисма, Джефф Бек/Род Стюарт и другие артисты. «Your Song» Элтона Джона и «You’re So Vain» Карли Саймон были созданы в Trident при участии Робина Джеффри Кейбла, позднее спродюсировавшего два альбома для The Dickies.
Лейбл Тони Стрэттона-Сита Charisma Records также был одним из постоянных клиентов студии в 1970-е годы. В частности, группа Genesis записала там ряд своих наиболее известных альбомов, включая Trespass (1970), Nursery Cryme (1971) и A Trick of the Tail (1976). Помимо этого, там была записана дебютная студийная пластинка Unorthodox Behaviour (1976) джазового проекта Brand X. Среди других артистов лейбла, материал которых создавался в Trident, фигурируют Питер Хэммилл, Lindisfarne, Питер Гэбриел, а также Van der Graaf Generator чей дебютный альбом, The Least We Can Do Is Wave to Each Other, был записан в Trident с 11 по 14 декабря 1969 года. Большая часть альбома была записана на восьмидорожечный рекордер, однако финальная песня, «After the Flood», записывалась на шестнадцатидорожечный — один из первых в Великобритании.

## Консоль Trident 'A' Range
Первоначально консоли серии Trident A были спроектированы и собраны для личного использования главным звукоинженером студии Малькольмом Тофтом и Барри Портером, который отвечал за обслуживание аппаратуры. После того, как из других студий стали приходить заказы на сборку аналогичных консолей Малькольм Тофт организовал фирму Trident Audio Developments, где занял пост управляющего директора. Лос-анджелесская студия Cherokee Studios одна из первых приобрела серийную модель Trident A, впоследствии купив ещё три. В числе первых, кто поработал с этой аппаратурой были клиенты Cherokee Studios — Дэвид Боуи, Род Стюарт и Фрэнк Синатра.
Консоли Trident A приобрели репутацию надёжного оборудования с четким и приятным звучанием и очень «музыкальной» секцией эквалайзера. Наряду с ранними консолями Neve и Helios, оригинальные модули серии Trident A сохранили приемлемую стоимость перепродажи и пользуются большим спросом у звукоинженеров, которые любят сочетать старомодную аналоговую передачу с передовой технологией цифровой записи.

## Студийное фортепиано
Студия также приобрела известность благодаря расположенному в ней фортепиано, которое можно услышать в песнях «Hey Jude» The Beatles, «Your Song» Элтона Джона, «Killer Queen» Queen и многих других треках. Оно представляло собой сделанный на заказ концертный инструмент фирмы C. Bechstein, которому было более ста лет

## Дальнейшие события
Trident Studios была продана в декабре 1981 года. Студия была выкуплена её старшим звукоинженером Стивеном Шортом вместе с тремя другими инвесторами. В 1986 году он выкупил доли остальных инвесторов и открыл студию Trident 2, вместе с Джей Пи Иллеско и Расти Иганом. Была также еще одна группа продюсеров, которые пытались купить Trident в 1980-х годах после его первоначального закрытия — во главе с Невиллом Керником-Никсоном, Марком «Фладом» Эллисом и Джоном Китингом, которые затем открыли собственную студию The Mad House, также известную как The Music Station.
Оригинальный студийный микшерный пульт был выкуплен в начале 1980-х годов автором песен и бывшим басистом группы The Cure Филом Торнелли. Сейчас он находится в собственной студии Торнелли, Swamp Studios, расположенной на северо-западе Лондона. Тем не менее, основным пультом студии является Trident Tri‑mix.
Нынешняя резидентская компания Trident Sound Studios Ltd, открытая в 1993 году, специализируется на работе с голосом за кадром и ADR. Хотя она не была напрямую связана с оригинальной студией, её название появилось в качестве дани уважения оригинальной студии.

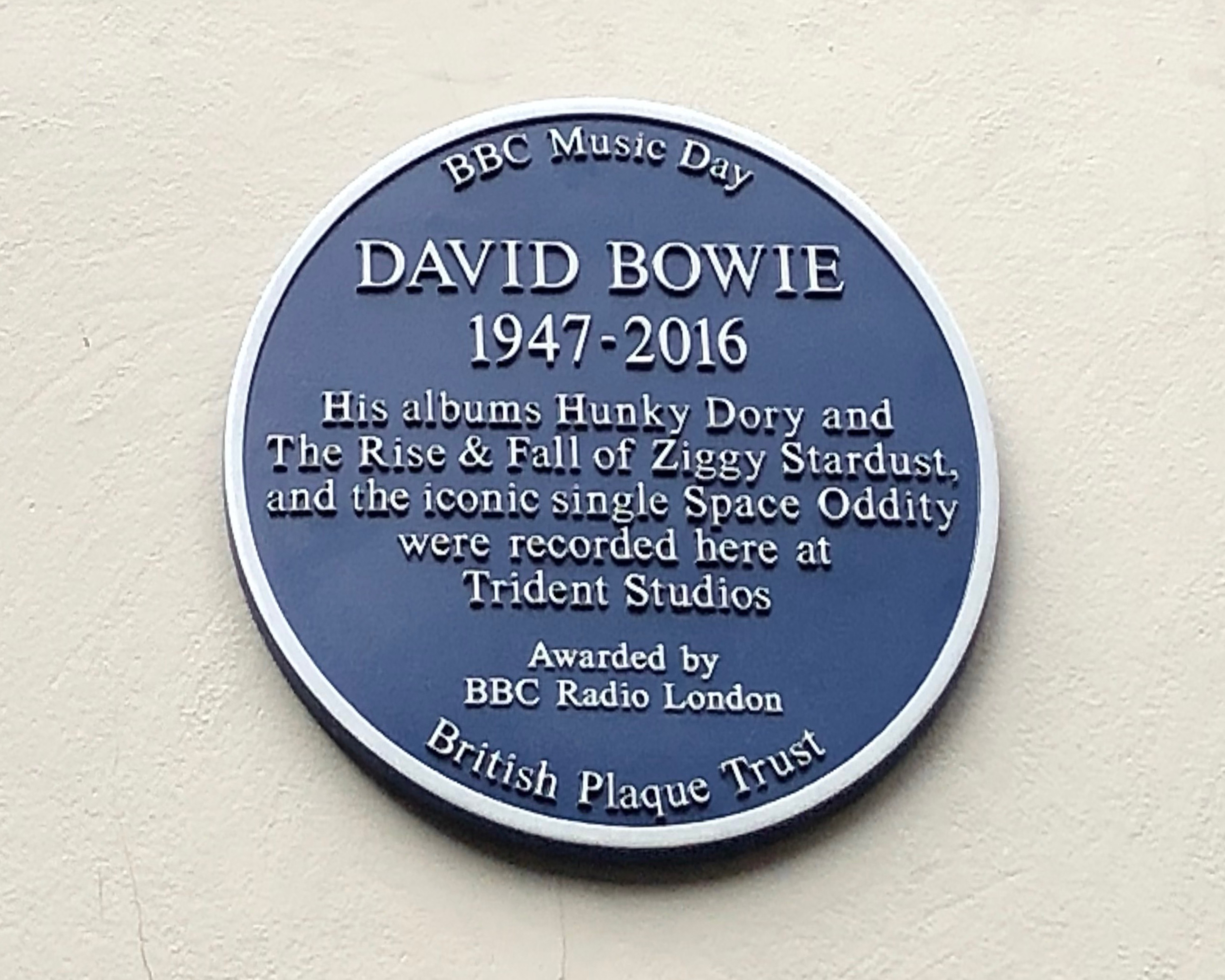
Синяя табличка Дэвида Боуи

Шеффилд вместе с двумя своими сыновьями и бывшим звукорежиссером Trident продолжал работать в музыкальной индустрии, в частности, помогал в разработке музыкального мобильного приложения под названием «Trackd». Приложение позволяет музыкантам совместно записывать музыку непосредственно на мобильном устройстве с помощью восьмидорожечного микшера, а также продвигать свою музыку по всему миру с помощью специальной платформы приложений. На сегодняшний день приложение было загружено более четверти миллиона раз и получило награды за инноваций в области музыкальных технологий.

## Синяя табличка
15 июня 2017 года британская организация British Plaque Trust провела церемонию открытия памятной синей таблички по адресу Сент-Эннс-корт, дом 17, чтобы отметить историческую значимость здания, в частности за несколько записанных в нём всемирно известных альбомов Дэвида Боуи.

## Известные записи, сделанные на студии
Ниже представлен неполный список музыкальных произведений работа над которыми проводилась в Trident Studios в период с 1968 по 1981 год. Данные взяты взятых с официального сайта студии.
| Artist                                 | Title |
| -------------------------------------- | --- |
| Ace                                    | How Long (1974) |
| America                                | America (1971) |
| Джоан Арматрейдинг                     | Whatever’s for Us (1972) |
| The Beatles                            | «Hey Jude», «Dear Prudence», «Honey Pie», «Martha My Dear», «Savoy Truffle» (1968), «I Want You (She's So Heavy)» (1969) |
| Bee Gees                               | Odessa (1969) |
| Марк Болан / Tyrannosaurus Rex / T-Rex | Prophets, Seers & Sages: The Angels of the Ages (1968), Unicorn (1969), A Beard of Stars (1970), T. Rex (1970), Electric Warrior (1971)                                                                                        |
| The Boomtown Rats                      | «I Don’t Like Mondays» (1979) |
| Дэвид Боуи                             | Space Oddity (1969), The Man Who Sold the World (1970), Hunky Dory (1971), The Rise and Fall of Ziggy Stardust (1972), Aladdin Sane (1973), Pin Ups (1973)                                                                     |
| Крис де Бург                           | Far Beyond These Castle Walls (1974) |
| Билли Кобэм                            | Spectrum (1973) |
| Касс Эллиот                            | The Road Is No Place for a Lady (1972) |
| Free                                   | Fire and Water (1970) |
| Питер Гэбриел                          | Peter Gabriel (II) |
| Genesis                                | Trespass (1970), Nursery Cryme (1971), Selling England by the Pound (1973), A Trick of the Tail (1976), Wind & Wuthering (1976), Seconds Out (1977), …And Then There Were Three… (1978)                                        |
| Элтон Джон                             | Elton John (1970), Tumbleweed Connection (1970), 17-11-70, Madman Across the Water (1971), Honky Château (1972), Don’t Shoot Me I’m Only the Piano Player (1973), Goodbye Yellow Brick Road (1973), Rock of the Westies (1975) |
| Judas Priest                           | Stained Class (1978) |
| Manfred Mann                           | «My Name is Jack» (1968) |
| Mott the Hoople                        | All the Young Dudes (1973) |
| Queen                                  | Queen (1973), Queen II (1974), Sheer Heart Attack (1974), A Night at the Opera (1975) |
| Лу Рид                                 | Transformer (1972) |
| The Rolling Stones                     | «Midnight Rambler» (1969), Let It Bleed (1969) |
| Rush                                   | Hemispheres (1978), Permanent Waves (1980) |
| Карли Саймон                           | No Secrets (1972) |
| Supertramp                             | Crime of the Century (1974) |
| Джеймс Тейлор                          | James Taylor (1968) |
| Thin Lizzy                             | Nightlife (1974) |
| Tygers of Pan Tang                     | Crazy Nights (1981) |